# Clackmannan Tower
Clackmannan Tower is een veertiende-eeuwse woontoren, gelegen in Clackmannan nabij Alloa in de Schotse regio Clackmannanshire. Gedurende drie eeuwen was de toren eigendom van de familie Bruce.

## Geschiedenis
Een houten versie van Clackmannan Tower werd gebouwd door David II in de dertiende eeuw. In 1359 schonk hij het aan Sir Robert Bruce. Rond 1365 werd een eerste stenen woontoren van twee verdiepingen gebouwd.
In de zestiende eeuw bouwde de familie Bruce een groot huis aan de zuidwestzijde van de toren.
In 1708 werd David Bruce bankroet verklaard en was gedwongen landerijen te verkopen. Zijn zoon Henry Bruce vocht in 1745 voor de Jacobieten. Hij stierf in 1772. Zijn vrouw Lady Catherine stierf op 95-jarige leeftijd in 1791. De markies van Zetland kocht het kasteel, maar bewoonde het niet.
Het grote huis werd afgebroken; de stenen werden deels gebruikt om in 1815 een nieuwe parochiekerk te bouwen.
In het begin van de twintigste eeuw stortte een deel van de toren in ten gevolge van mijnactiviteiten. Historic Scotland heeft de toren gerestaureerd.

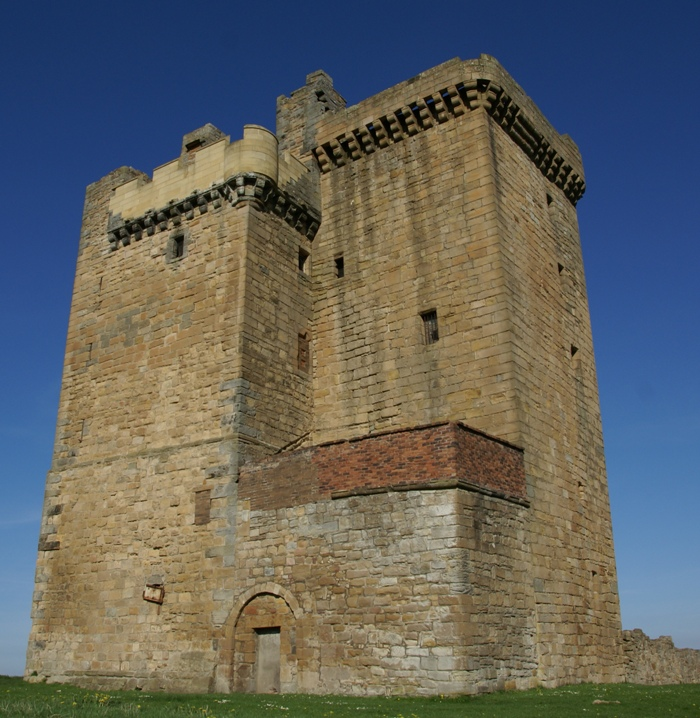
Vanuit het westen, de achterzijde van Clackmannan Tower

## Bouw

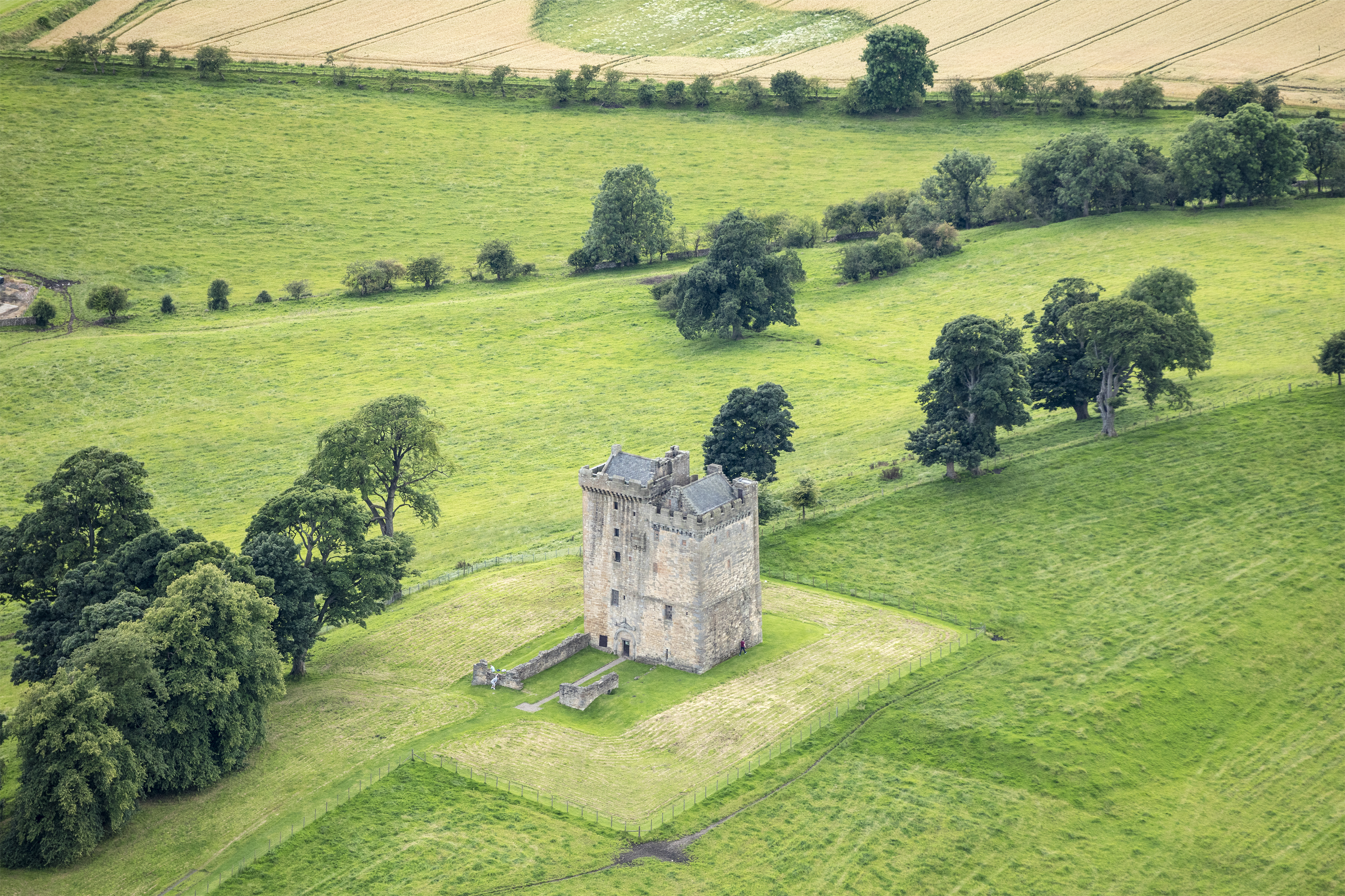
Clackmannan Tower vanuit het zuidoosten

Clackmannan Tower is een woontoren van vijf verdiepingen, gelegen op de top van King's Seat Hill.
De originele ingang was op de eerste verdieping en kon bereikt worden via een trap aan de buitenzijde. In de vijftiende eeuw werd de toren verhoogd en werd een hogere, vierkante zuidtoren gebouwd. Hiermee kreeg de toren een L-plattegrond. De toren was voorzien van een borstwering.
Er werd een wenteltrap gebouwd in de toren en op grondniveau werd een ingang gemaakt. In de zeventiende eeuw werd het onderste deel van de wenteltrap verwijderd om plaats te maken voor een modernere (rechte) trap naar de eerste verdieping. Op de eerste verdieping bevindt zich een zestiende-eeuwse haard.
In de late zeventiende eeuw werd een nieuwe ommuurde binnenplaats aangelegd aan de oostzijde. Deze uitbreiding werd beschermd door een gracht. Ook werd er een nieuwe, versierde ingang voor de toren aan de oostzijde geconstrueerd.

## Beheer
Clackmannan Tower wordt sinds 1955 beheerd door Historic Environment Scotland. Enkel het exterieur kan bekeken worden.